# Frente occidental (Segunda Guerra Mundial)
El frente de la Europa Occidental o frente occidental fue el segundo frente en importancia del teatro europeo durante la Segunda Guerra Mundial. Cubría el oeste de Europa y fue abierto inesperadamente por la Alemania nazi al invadir Noruega, Dinamarca y Francia en 1940, siendo cerrado por las fuerzas conjuntas de Estados Unidos y Gran Bretaña en 1945, manteniéndose inactivo desde la mitad de 1940 hasta la batalla de Normandía en junio de 1944.
La guerra librada en la Europa Occidental durante la Segunda Guerra Mundial puede dividirse en cinco etapas:
Los países que enviaron contingentes importantes de sus ejércitos a este frente fueron: Alemania, Bélgica, Canadá, Dinamarca, Estados Unidos, Francia (Francia Libre y Francia de Vichy), Gran Bretaña, Noruega, Holanda, Italia y Polonia. Tropas de varios países de la Europa Oriental. Aunque Irlanda fue bombardeada accidentalmente por Alemania, este país nunca abandonó su estado de neutralidad.

## Campaña de Noruega e invasión de Dinamarca
Después de la invasión de Polonia por parte de Alemania en septiembre de 1939, Francia e Inglaterra le declararon la guerra al país agresor. Sin embargo, el frente occidental se mantuvo inactivo por más de 7 meses, un período que fue bautizado por la prensa francesa como la Drôle de guerre («guerra falsa» o «guerra ilusoria»).
En la primavera de 1939, los Aliados empezaron a considerar a Escandinavia como un eventual teatro de operaciones, pero no se atrevían a abrir un segundo frente si existía la posibilidad de que Alemania abriera el frente occidental. Dándose cuenta de que Alemania dependía en gran manera del hierro de Suecia, los Aliados decidieron establecer un bloqueo, que indirectamente debilitaría a Alemania. En febrero de 1940, el tanquero alemán Altmark fue abordado por un destructor británico en aguas noruegas, lo que era un delito contra la neutralidad de Noruega. Esta violación convenció a Hitler de que era cuestión de tiempo para que los ingleses invadiera Noruega y luego Suecia, por lo que decidió invadirla primero.
El 9 de abril de 1940, la Wehrmacht ejecutó la operación Weserübung, que incluía la invasión de Dinamarca y de Noruega. Alemania logró rápidamente la rendición danesa al amenazar con bombardear Copenhague, pero asegurar la ocupación de Noruega fue un asunto más complejo.
A causa de la inferioridad de la flota de la Kriegsmarine, tropas inglesas y francesas consiguieron desembarcar en Namsos y Åndalsnes, aunque tuvieron que reembarcar al ser repelidas por las fuerzas germanas. Solamente en Narvik las fuerzas navales británicas vencieron a las alemanas, realizándose a continuación una campaña terrestre. Sin embargo, los británicos no pudieron seguir explotando su victoria, ya que la derrota de Francia en 1940 los obligó a abandonar Noruega.
La invasión de Noruega por Alemania aseguró el suministro de hierro sueco por el resto de la guerra; además se utilizaron las bases noruegas como punto de partida de los bombarderos y cazas de la Luftwaffe que participaron en la batalla de Inglaterra. No obstante, trescientos mil soldados alemanes permanecieron en Noruega inactivos, unas fuerzas que hubieran sido muy útiles en otros frentes más críticos, como el Oriental.
Noruega y Dinamarca fueron liberadas al finalizar la guerra en mayo de 1945, pues los Aliados jamás intentaron recuperarlas durante la misma. Se ha criticado mucho a los noruegos y a los daneses por su papel sumiso en la ocupación, puesto que, a diferencia de Francia y Polonia, en estos países jamás se organizó una resistencia significativa. Por otro lado, la ocupación alemana fue más severa en estos últimos países, dado que los nazis creían que los polacos eran subhumanos y que los habitantes de Escandinavia eran los arios más puros del planeta.

## Batalla de Francia

### Preparaciones
Preparándose para la eventual apertura del frente, los franceses se replegaron detrás de la Línea Maginot, considerada una línea defensiva inexpugnable, con lo que forzaban al ejército alemán a atacar más al norte. Preparándose para un ataque por Bélgica, Francia e Inglaterra le pidieron a este país que permitiera colocar tropas dentro de su territorio. Bélgica, históricamente enemiga de Alemania, se negó, con la esperanza de que al declararse neutral, Hitler respetaría su autonomía. Los aliados intentaron en vano convencer al gobierno belga, por lo que procedieron a modificar su plan de defensa inicial. Las fuerzas anglo-francesas prepararon una línea defensiva entre la frontera de Francia y Bélgica, esperando el ataque alemán, luego avanzarían hasta el río Dyle, donde pararían en seco al invasor.
El Comandante Supremo del Ejército francés Maurice Gamelin consideraba que en 1941, Francia estaría en condiciones de lanzar una importante ofensiva sobre Alemania y la derrotaría. Este plan fue bautizado Plan D, y se caracterizó por permitir que el enemigo siempre tomará la iniciativa y por ofrecer siempre una respuesta defensiva.
Unos meses antes de la invasión, un avión con mapas detallados del plan alemán se estrelló en Bélgica, demostrando que el punto de vista aliado era correcto, ya que los alemanes planeaban atacar por donde esperaban. En Alemania, se procedió a improvisar un nuevo plan, llamado Plan Amarillo, diseñado por el general Erich von Manstein, que surgiría que se lanzara un Grupo de Ejércitos llamado B sobre el norte de Bélgica como ataque de diversión, lo que dispararía el avance aliado. Mientras, otro Grupo de Ejércitos llamado A, con casi todos los tanques de guerra, avanzaría a través de las supuestamente impenetrables Ardenas. Cuando las fuerzas aliadas se detuvieran en el río Dyle, el Grupo A saldría de las Ardenas y les cortaría la retirada, mientras que el Grupo B los atacaría por el frente.
En las vísperas de la invasión, la situación en Londres y París era de confianza en la derrota alemana, si bien las rápidas victorias del Eje en Polonia y Noruega, habían empezado a poner nerviosos a los altos oficiales aliados.

### Invasión de Francia

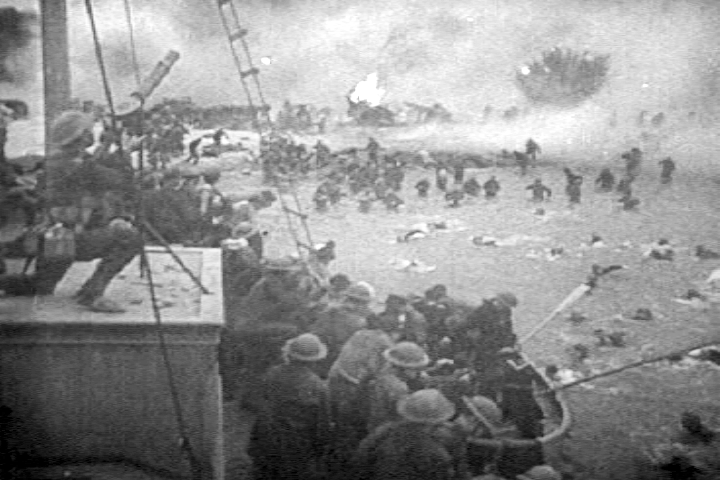
Soldados ingleses escapando de Dunkerque luego de la derrota en Francia.

En la madrugada del 10 de mayo de 1940 los alemanes lanzaron su ofensiva. Luxemburgo y Holanda cayeron rápidamente, aunque Róterdam tuvo que ser duramente bombardeada por las fuerzas de la Luftwaffe para forzar al gobierno holandés a rendirse. Debido a que el ejército alemán se movía más rápido que lo pronosticado, los aliados apuraron el paso al río Dyle, dejando pocas tropas para cubrirle la retirada.
El 12 de mayo el XX Cuerpo Panzer al mando del comandante Heinz Guderian salió de las Ardenas, y el Gobierno francés entró en pánico al conocer la existencia del Grupo de Ejércitos A. Para el 15 de mayo, los alemanes habían abierto una brecha de 80 km en el frente de las Ardenas y se preparaban para cortar la retirada de las fuerzas aliadas en Bélgica.
Después de montar una serie contraataques fallidos, el Gobierno francés cayó en un estado de derrotismo alarmante. El primer ministro británico sir Winston Churchill viajó a París de emergencia, donde descubrió que el ejército francés no contaba con reservas blindadas, esenciales en esta etapa de la batalla. El 17 de mayo, el entonces coronel Charles de Gaulle organizó rápidamente la 4.ª División Acorazada y la lanzó contra los flancos alemanes cerca de Laon, pero igualmente fue rechazado. Sin embargo, esta acción le atrajo popularidad que finalmente le sería útil.
El 18 de mayo, un cuerpo panzer al mando del legendario Erwin Rommel llegó de primero al canal de la Mancha y el cerco quedó completo, quedando atrapados más de cuatrocientos mil soldados aliados. Entonces, Hitler ordenó detener el avance de los carros de combate alemanes ya que había sido convencido por el jefe de la Luftwaffe Hermann Göring, de que esta podía evitar la evacuación a Inglaterra de las tropas atrapadas.
Cuando el comandante del Cuerpo Expedicionario Británico John Gort se percató de la pausa alemana propuso lanzar la operación Dinamo.
El 26 de mayo se inició la Dinamo y finalmente la Cycle cuyos objetivos fueron evacuar a las tropas británicas y francesas atrapadas en Dunkerque y El Havre respectivamente. Dinamo, fue la más importante y se estima que casi trescientos cuarenta mil soldados aliados lograron escapar, si bien la mayoría eran ingleses. Durante la evacuación, los alemanes lograron hundir nueve destructores aliados, así como capturar treinta y cinco mil soldados y todo el armamento pesado aliado, que tuvo que ser abandonado en las playas.
Rápidamente París fue tomada sin lucha, y luego Guderian se lanzó contra la línea Maginot desde el oeste, rindiéndose las tropas defensoras el 22 de junio. El 25 de junio, Hitler se reunió con varios altos oficiales de Francia, quienes solicitaron un armisticio que estipulaba que Alemania ocuparía dos terceras partes de Francia, además establecía dimensiones ridículas para el ejército. La porción no ocupada por Alemania fue controlada por un gobierno colaboracionista conocido como la Francia de Vichy, cuyo primer ministro fue el mariscal Philippe Pétain. Tanto los judíos de la Francia ocupada y no ocupada fueron enviados a campos de concentración.
Mientras tanto, en Inglaterra, Charles de Gaulle inmediatamente se declaró en contra del gobierno de Vichy, y proclamó la Francia Libre e hizo un llamado a la Resistencia francesa, varias colonias francesas se unieron a la Francia Libre, si bien la mayoría permanecieron leales a Vichy.

## Campaña aérea en Europa

### Batalla de Inglaterra
Con Francia fuera de la guerra, solamente dos fuerzas podían oponerse al dominio alemán de Europa: Inglaterra y la Unión Soviética. Estando ya en guerra con la primera y no existiendo motivos de peso para atacar a la segunda, se empezaron a preparar los planes para una invasión de las islas británicas. Dicha invasión recibió el nombre de operación León Marino y en la Directiva N.º 17 de Adolf Hitler, se dictaminaba que antes de ejecutar la invasión era necesaria, entre otras cosas, neutralizar el poder de la Real Fuerza Aérea británica (RAF), con el objetivo de que no interfiriera en el traslado de las tropas por el Canal de la Mancha. Con estas instrucciones, el peso de la invasión cayó en primer lugar, sobre los hombros de Hermann Göring, y en segundo lugar del Almirante Erich Raeder, comandante en jefe de la Kriegsmarine.
El reto que enfrentaba la Luftwaffe era único en su historia, por primera vez, los veteranos pilotos alemanes enfrentarían a unos pilotos igual de capaces con cazas equiparables en calidad. Göring decidió que la mejor manera de acabar con la RAF, era a través de un poderoso ataque sobre los principales aeródromos ingleses, por lo que los aviones alemanes estuvieron ensayando en el Canal de la Mancha atacando convoyes desde el 10 de junio de 1940. Esta etapa de preparación fue llamada Kanalkampf, las batallas del Canal.
La Adlerangriff o Ataque del Águila empezó el Día del Águila, el 13 de agosto, con dos días de atraso. Durante una semana se realizaron incursiones sobre las líneas de radares ingleses, pero la falta de continuidad permitieron que dicho radares volvieran a la operatividad en horas. El 15 de agosto se realizó el mayor esfuerzo, cuando desde varias partes de Europa, incluyendo Noruega, grupos de bombarderos atacaron las defensas de la fuerza aérea británica, sin embargo, los resultados no fueron satisfactorios. Poco después, Göring ordenaría suspender los ataques a las estaciones de radar, ya que se causaban muchas bajas en los mismos, a pesar de que estas estaciones eran cruciales para mantener la defensa aérea de Inglaterra.
Desde el 24 de agosto, la Luftwaffe se enfocó en los aeródromos, fue entonces, cuando por primera vez desde que empezó la batalla, se empezaron a obtener resultados positivos contra la RAF. Sin embargo, las bajas eran relativamente altas en ambos bandos, aunque al ser derribados, los pilotos ingleses podían fácilmente montar otro avión ese mismo día. El que un piloto alemán fuera derribado significaba la captura, lo que se traducía como un déficit de pilotos con experiencia en la Luftwaffe.
El 24 de agosto, unos bombarderos alemanes que estaban atacando objetivos sobre el Támesis se desviaron hacia Londres, bombardeando los suburbios de la capital británica. Pese a las disculpas alemanas asegurando que todo fue un error, entre el 25 y el 26 de agosto, Berlín fue bombardeada por la RAF, lo que motivó a que Hitler ordenara que Londres fuera bombardeada, esta vez con permiso suyo. En ese momento, debido al éxito de los ataques a los aeródromos, el número de cazas británicos Spitfire estaba disminuyendo dramáticamente, por lo que lo más lógico sería conservar esta política de ataque. Göring no lo vio de esta manera, y ordenó que desde entonces se bombardearían las ciudades inglesas, lo que supuestamente obligaría a los cazas ingleses restantes a ir en defensa de las ciudades, donde serían derribados.

### El Blitz
El 7 de septiembre los alemanes realizaron el primer ataque aéreo de importancia contra Londres, atacando principalmente los puertos donde estaban los almacenes con comida. Algunas áreas residenciales fueron alcanzadas, muriendo 346 londinenses, y sufriendo heridas 1600. Este ataque inicial fue seguido por ataques igual de intensos, sufriendo la Luftwaffe bajas despreciables. Sin embargo, el sacrificio de las ciudades significó que los aeródromos ingleses tuvieron un respiro, lo que les permitió aumentar la producción de cazas. De esta manera, por primera vez se empezó a cuestionar el uso de la Blitz, ya que la RAF parecía intacta y aunque las bajas alemanas eran sostenibles, no parecía que la batalla de Inglaterra fuera a acabar pronto.
Entre noviembre de 1940 y febrero de 1941, los bombardeos en las zonas residenciales e industriales se intensificaron, sin embargo, los ingleses empezaron a fortalecer poco a poco las defensas antiaéreas de sus ciudades, y también mejoraron el sistema de detección de incursiones alemanas.
Para mayo de 1941 las pérdidas alemanas habían alcanzado niveles preocupantes, y ante la necesidad de trasladar el grueso de las fuerzas de la Luftwaffe al Este para el inicio de la operación Barbarroja, el 10 de mayo se realizó el último bombardeo de importancia sobre Londres.
Al final, la decisión alemana de bombardear de Inglaterra demostró ser errónea, ya que ni la capacidad de la RAF fue disminuida, ni la población civil cayó en un estado de derrotismo, si bien la Reina fue abucheada una vez al visitar las zonas bombardeadas. A cambio de 43 000 civiles ingleses muertos y 139 000 heridos, la Luftwaffe sufrió un 1,5 % de bajas por misión, sin embargo, la falta de resultados inmediatos y la necesidad de utilizar los aviones en el frente oriental, obligaron a Hitler a cancelar de forma implícita la operación León Marino.
Entre junio de 1944 y marzo de 1945, Alemania, con la guerra casi perdida, hizo uso del V1 y el V2, las «armas de represalia». Estos primitivos cohetes mataron unos doce mil civiles en total, ya que a pesar de ser imprecisos, un solo ataque exitoso era devastador. Poco hizo esta llamada Pequeña Blitz para cambiar el curso de la guerra, y al final de la misma los científicos alemanes que desarrollaron los cohetes se entregaron a los estadounidenses o a los soviéticos.

### Bombardeo aliado de Europa

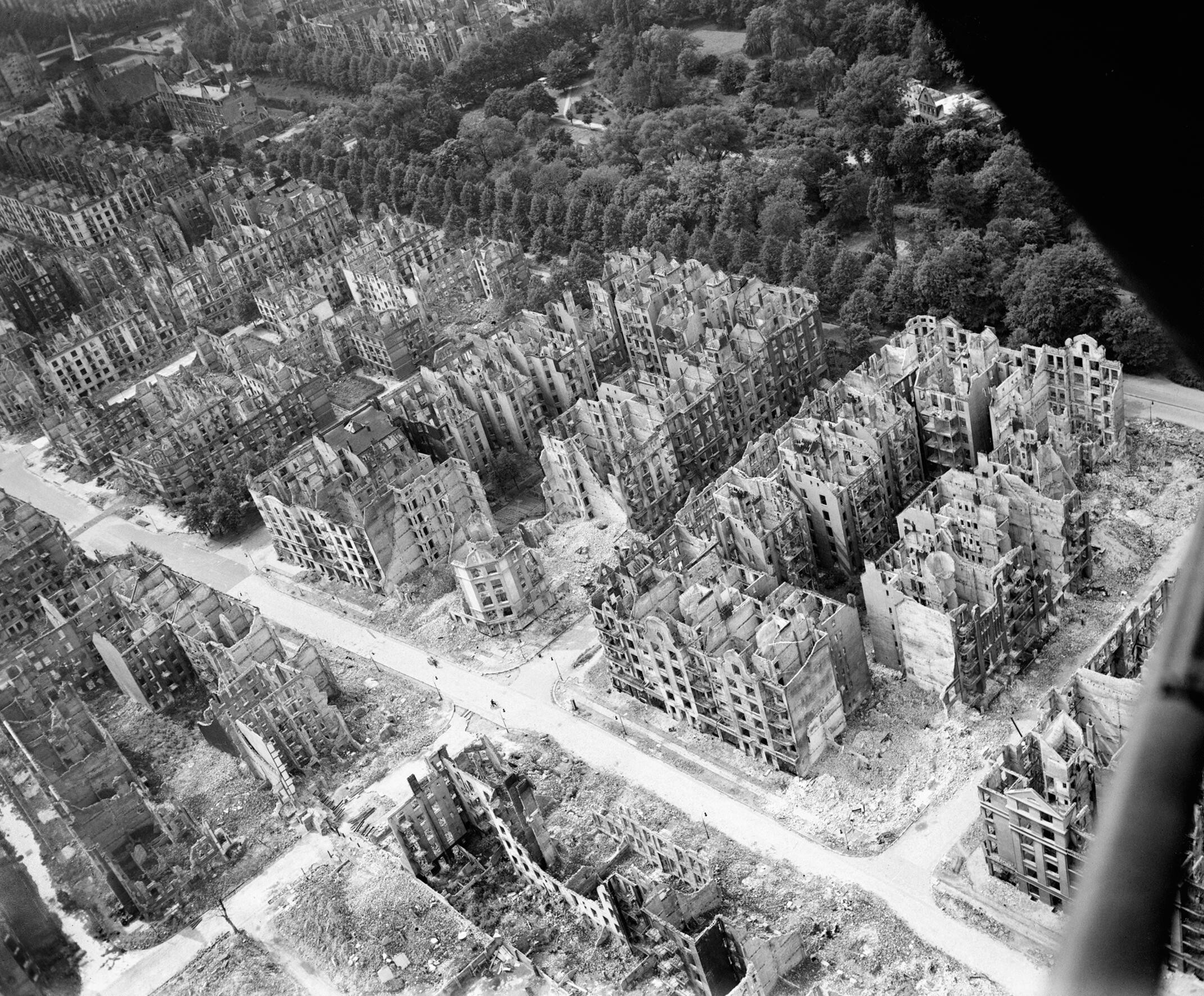
Hamburgo después del bombardeo aliado.

A pesar de que en la Batalla de Inglaterra había quedado demostrado que el potencial de la Fuerza Aérea para obligar a una nación a rendirse había sido subestimado, el Comando de Bombardeo de la RAF repitió el mismo error que la Luftwaffe, al asegurar que con una serie de incursiones de noche sobre los centros industriales del Eje, Alemania sería puesta de rodillas al caer su productividad a cero. En efecto, en 1941, poco después de iniciarse la campaña de bombardeo aliado en Europa, se empezó a observar que la falta de precisión de bombardeo hacía que los centros industriales alemanes que eran dañados fueran puestos en operación de nuevo rápidamente, en parte gracias al uso de la mano de obra esclava por parte de Albert Speer. Ante la amenaza de que se suspendiera la campaña de bombardeos, Arthur Harris, conocido como Bombardero Harris, permitió que la zona de los bombardeos fuera extendida, alcanzando ciudades alemanes, que luego se convirtieron en objetivos primarios de las campañas.
Por su parte, el comando aéreo de Estados Unidos diseñó su propia campaña de bombardeos, llegando a la conclusión de que estos debían ser realizados de día. Si bien eran más precisos que los británicos, la tasa de bajas fue alarmante, lo que motivó sus suspensión hasta que se diseñara un caza que pudiera dar cobertura aérea a los escuadrones de bombarderos durante todo el viaje. El caso más conocido fue el bombardeo sobre la fábrica de cojinetes de Schweinfurt el 17 de agosto de 1943, ya que fueron derribados 40 bombarderos, fueron averiados 100 más, y las fábricas objetivo volvieron a funcionar en poco tiempo. Sin embargo, con la llegada del P-51 Mustang y la posibilidad de ataques desde Italia, se reinició la campaña de bombardeos estadounidenses, alcanzado esta vez una gran efectividad al derribarse tantos cazas alemanes que la Luftwaffe perdió toda capacidad ofensiva durante el día para siempre.
Poco a poco, debido a que la Luftwaffe estaba siendo arrasada en el frente oriental, Alemania fue quedando cada vez más expuesta a los bombardeos aliados. Con la industria armamentista alemana luchando por mantener el ritmo que la guerra requería, las incursiones aéreas aliadas empezaron a volverse más seguras, y para mayo de 1944, la superioridad aérea aliada era suficiente para iniciar el desembarco en Europa.
Después de la batalla de Normandía, se volvió a considerar el bombardeo de las ciudades alemanas como medida de presión para obligar al gobierno nazi a dimitir más rápido. Los bombardeos sobre la zona industrial del Ruhr y de las ciudades de Hamburgo, Berlín, y Colonia entre otras, causaron bajas civiles sin precedentes, aunque ninguno de estos bombardeos alcanzó el nivel del bombardeo de Dresde, donde entre treinta y siete mil y trescientos mil civiles encontraron la muerte. La polémica desatada por esta carnicería, motivó que se dejara de bombardear objetivos civiles.
En total, en Alemania murieron ochocientos mil civiles, siendo derribados cuarenta mil aviones aliados con ciento sesenta mil aviadores como bajas. En Inglaterra murieron 60 000 civiles, la mayoría londinenses, la RAF perdió 1265 aviones y la Luftwaffe 1882.
Aunque la campaña de bombardeo obtuvo resultados apreciables en 1945, desviando recursos hacia la guerra antiaérea y limitando el movimiento de las tropas alemanas, nunca se logró alcanzar los objetivos de los que apoyaban este método de combatir, ya que se comprobó que vencer a un enemigo de la talla de Alemania solamente con el uso de la aviación, era imposible con la tecnología de bombardeo de esa época.

## Reconquista de Europa

### Estrategia aliada
Después de la rendición de Francia, y con los ejércitos británicos defendiendo sus colonias en el Medio Oriente y Asia, se veía claramente que los Aliados no intentarían recuperar Europa durante un tiempo. La invasión de la Unión Soviética por parte de Alemania, motivó a que la opinión pública clamara por reabrir el frente occidental, ya que los expertos de la época aseguraban que sin apoyo, el Ejército Rojo sería destruido antes de fin de año. La llegada de Estados Unidos a la guerra y la estabilización del frente oriental calmaron a las naciones occidentales, que empezaron a entender que una reapertura precipitada del «segundo frente», solamente ocasionaría un derroche de vidas como ocurría en el frente oriental.
Mientras la Unión Soviética se enfrentaba sola a los ejércitos del Tercer Reich, los Aliados Occidentales empezaron a planear el desembarco en Europa, realizando primero una pequeña incursión que sería conocida como la batalla de Dieppe. El 19 de agosto de 1942, seis mil soldados canadienses desembarcaron en Dieppe, con el objetivo de permanecer un corto período en el que recolectarían información y probarían nuevos métodos de asalto a las playas. El resultado fue desastroso, muriendo o siendo capturados casi todos los soldados, perdiéndose muchos barcos y aviones.
Afortunadamente para Stalin, el presidente Franklin D. Roosevelt era partidario de finalizar la guerra en Europa primero, antes de ir contra Japón, por lo que después de las relativamente exitosas campañas en el norte de África, las tropas aliadas saltaron a Sicilia el 10 de julio de 1943. Finalmente, ante la continua insistencia de Stalin, se decidió en mayo de 1943, que la reapertura del frente occidental se haría en 1944.
Después de seleccionar distintos lugares para el desembarco, se concluyó que debería ocurrir en las playas de Bretaña, Normandía o en el paso de Calais. Debido a que Calais estaba muy bien defendida, se descartó casi inmediatamente, y debido a que Bretaña estaba muy lejos de París y Alemania, y como su clima era muy inestable, se decidió que las playas de Normandía serían las seleccionadas. En junio de 1943 se confirmó a Stalin que la invasión se haría en mayo de 1944. Dicha invasión, hasta entonces Operación Round-Up, fue renombrada Overlord.

### Liberación de Francia

Un tanque Sherman y un cañón antitanque patrullan las calles de Caen

El 6 de junio de 1944 varias divisiones de paracaidistas de élite aterrizaron en Francia, muchos de ellos en planeadores. Sin embargo, quedaron muy dispersos y no pudieron neutralizar efectivamente todas las defensas de las playas. Mientras que en cuatro de las cinco playas objetivo no se encontró mucha resistencia, en la playa Omaha, la mala planificación ocasionó que la mayoría de los carros de combate anfibios se hundieran, quedando la infantería sola, siendo considerada muchas veces la opción de retirarse. No obstante, para el final del día, Omaha fue capturada, aunque murieron seis mil soldados estadounidenses, la cifra de bajas más alta del día.
Para el 10 de junio, los cinco frentes se había convertido en uno solo, y mientras los estadounidenses intentaban tomar Cherburgo, los británicos se dirigieron a Caen, defendida por Erwin Rommel, donde encontraron fuerte resistencia. Sin embargo, la concentración de alemanes alrededor de Caen, dejó los flancos debilitados, y las tropas estadounidenses aprovecharon para intentar desbordar el recién creado frente.
El 17 de julio, uno de los mejores comandantes alemanes, Erwin Rommel es herido de gravedad por un Spitfire, tres días después Hitler sufre un atentado al que sobrevive con heridas leves. Posteriores indigaciones indican que Rommel podría haber tenido conocimiento del atentado, por lo que es obligado a suicidarse.
Para el 20 de julio, trece divisiones alemanas se oponían a las británicas, mientras que nueve se oponían a las estadounidenses. Dos días antes los británicos habían logrado tomar Caen, pero la presencia alemana en la zona era tan fuerte que esta captura no significó ningún alivio en el campo de batalla.

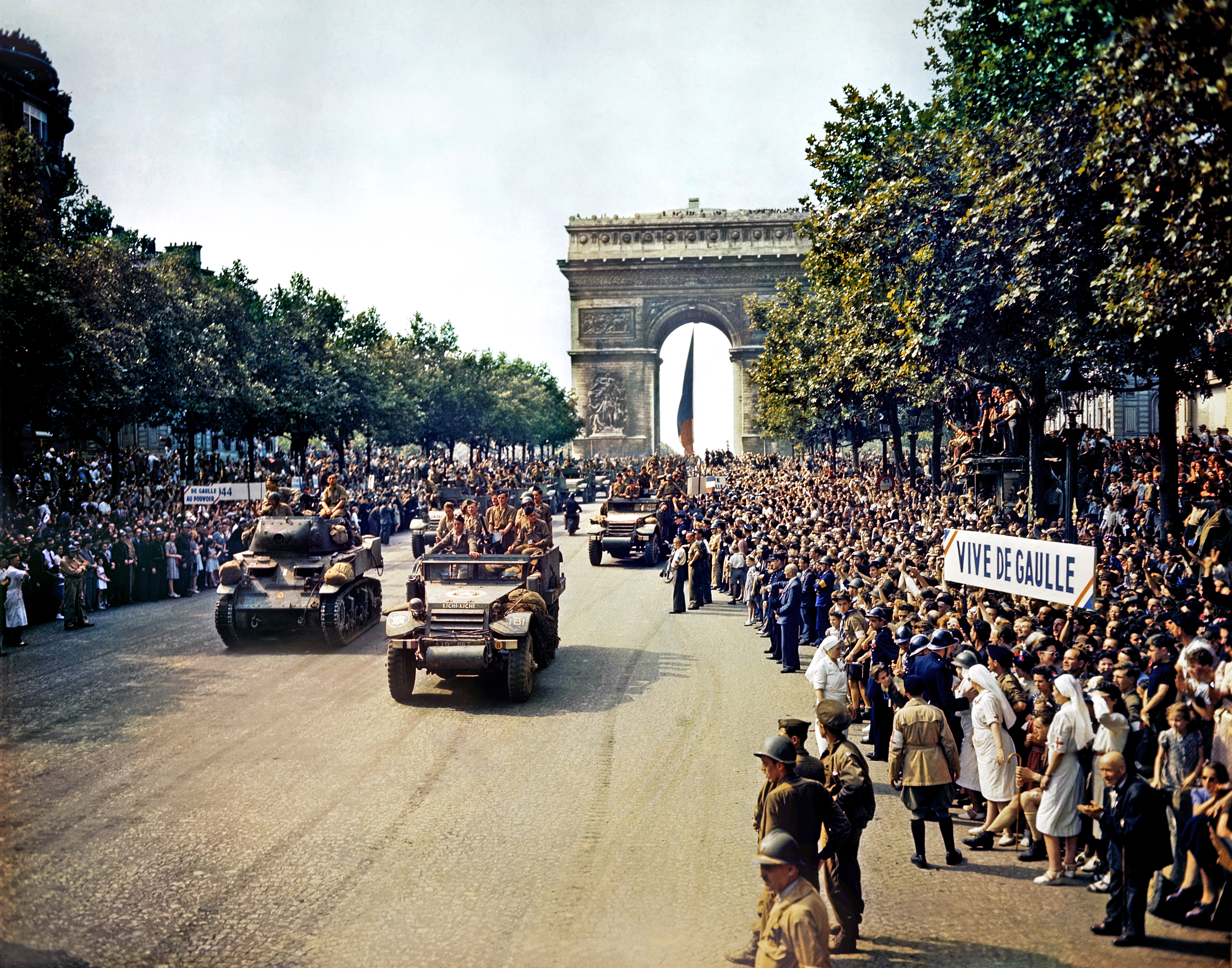
Desfile de la Liberación de París

El 25 de julio, un bombardeo en alfombra a lo largo de todo el frente estadounidense abrió el paso para el I Ejército estadounidense. Después de lograr la ruptura del frente de Normandía, el I Ejército avanzó un poco al sur, pero luego se movió al oeste, con el fin de fortalecer el flanco oriental del III Ejército estadounidense, al mando del famoso general George Patton, que después de tomar Coutances y Avranches, siguió avanzando al sur, enviando tropas a liberar Bretaña.
Los generales alemanes en la zona, se dieron cuenta de que con los ejércitos estadounidenses al oeste y al suroeste, y los británicos al norte, las fuerzas alemanas que habían acudido en defensa de Caen podían quedar aisladas. Desde entonces, se había iniciado una retirada ordenada al borde oriental del río Sena. Esta acción fue detenida por Hitler, que ordenó que las fuerzas alemanas avanzaran y atacaran al I Ejército, con el objetivo de aislar al III Ejército de Patton al sur. Entre el 6 y el 11 de agosto, los alemanes intentaron aislar a las fuerzas de Patton, que habían avanzado demasiado, pero la superioridad aérea aliada marcó el fracaso de las operaciones. Peor aún para Alemania, las fuerzas alemanas habían abortado la retirada, quedando en una posición vulnerable, ya que podían ser rodeadas.
De esta manera, después de algunas demoras, Montgomery y Patton empezaron a cercar a las fuerzas alemanas, capturando a cincuenta mil soldados alemanes el 21 de agosto en lo que se llamó la bolsa de Falaise.
En París había estallado una revuelta el 19 de agosto organizada por la Resistencia Francesa, y cuando los estadounidenses se aproximaron a la ciudad, el comandante alemán la rindió. Unos mil quinientos parisinos murieron en los días previos, aunque francotiradores alemanes que se negaron a rendirse causaron más bajas.
El 26 de agosto se organizó un desfile de las tropas estadounidenses por los Campos Elíseos. Charles de Gaulle asumió entonces la presidencia provisional hasta que renunció en 1946.
En total, unos tres millones de soldados aliados desembarcaron en Normandía en junio de 1944, de los que unos cuarenta y cinco mil fallecieron en las batallas que siguieron, la mayoría de ellos, británicos. Unos doscientos mil alemanes perecieron en estos enfrentamientos, de una fuerza inicial de un millón de hombres que estaba dispersa por toda Francia.
Mientras las fuerzas anglo-estadounidenses luchaban por cerrar la bolsa de Falaise, una fuerza combinada de Estados Unidos, Canadá y la Francia Libre desembarcó el 15 de agosto en Tolón y Cannes, al sur de Francia, rebasando rápidamente a las defensas alemanas. Debido a que no se esperaba tan poca resistencia, la falta de combustible extra frenó el avance aliado, por lo que muchos soldados enemigos escaparon a Alemania o al norte de Italia. La llamada operación Dragoon tenía como objetivo asegurar el sur de Francia, antes de que los partisanos italianos comunistas extendieran su zona de influencia hacia allá.

## Reveses aliados

### Operación Market Garden

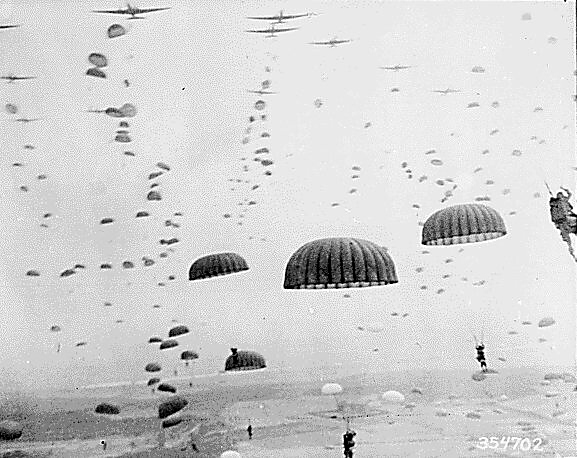
Paracaidistas aliados caen sobre Holanda el 17 de septiembre de 1944

El rápido avance aliado se encontró con un obstáculo imprevisto: la falta de puertos grandes. El puerto de Cherburgo había quedado demasiado lejos para abastecer de manera importante el frente occidental, y los precisos ataques aéreos aliados a las líneas férreas francesas, ahora actuaban en su contra. A pesar de que el puerto de Amberes fue liberado, la presencia de fuerzas alemanas en las cercanías no hacía viable su operación. Además, los puertos de Boulogne-sur-Mer, Calais y El Havre habían sido inhabilitados por las fuerzas del Eje o permanecían ocupados como «fortalezas». Finalmente, las islas al oeste del río Escalda seguían ocupadas, por lo que los puertos anteriores seguían siendo blanco fácil.
Con los alemanes replegados en la frontera de Alemania y Bélgica detrás de la llamada línea Sigfrido, el Comandante en Jefe de las Fuerzas Aliadas Dwight Eisenhower pensaba en ejecutar la táctica de «frente amplio», en el que los ejércitos aliados avanzarían simultáneamente hacia Alemania, sin dejar ningún flanco descubierto. Aunque la mayoría de los generales estaban de acuerdo en esta estrategia, el general británico Bernard Montgomery ideó un plan donde el avance se haría por el norte de Bélgica, cruzando el río Rin cerca de su delta. De esta manera se asegurarían los puertos del norte de Francia y de Bélgica, se ocuparían los principales centros de lanzamiento de cohetes V2 y se iniciaría la invasión hacia Alemania desde el noroeste, asegurándose rápidamente puentes sobre el Rin y se desbordaría la línea Sigfrido o Muro del Oeste desde su flanco norte. El vacilante Eisenhower quedó convencido cuando Montgomery le aseguró que la guerra podría concluir antes de Navidad de 1944 si se seguía su plan.
La llamada operación Market Garden consistía en dos operaciones: Market y Garden. En la primera, tres divisiones y media de paracaidistas caerían sobre Holanda y asegurarían varios puentes, el más importante y el más lejano era el ubicado sobre el Rin en Arnhem. Después, durante la Garden, el II Ejército británico avanzaría hasta las posiciones capturadas y relevaría a los cansados paracaidistas. De esta manera, las defensas de Alemania al sur quedarían expuestas, y se podrían tomar los territorios en el estuario del río Escalda de manera más fácil.
Poco antes de iniciarse el lanzamiento de los paracaidistas, el comandante británico a cargo de Market Frederick Browning le dijo a Montgomery una frase que luego sería muy célebre: «Creo que vamos a un puente demasiado lejano». Estas dudas de Browning luego demostrarían tener cierto fundamento, pero para ese momento ya era demasiado tarde para suspender la operación.

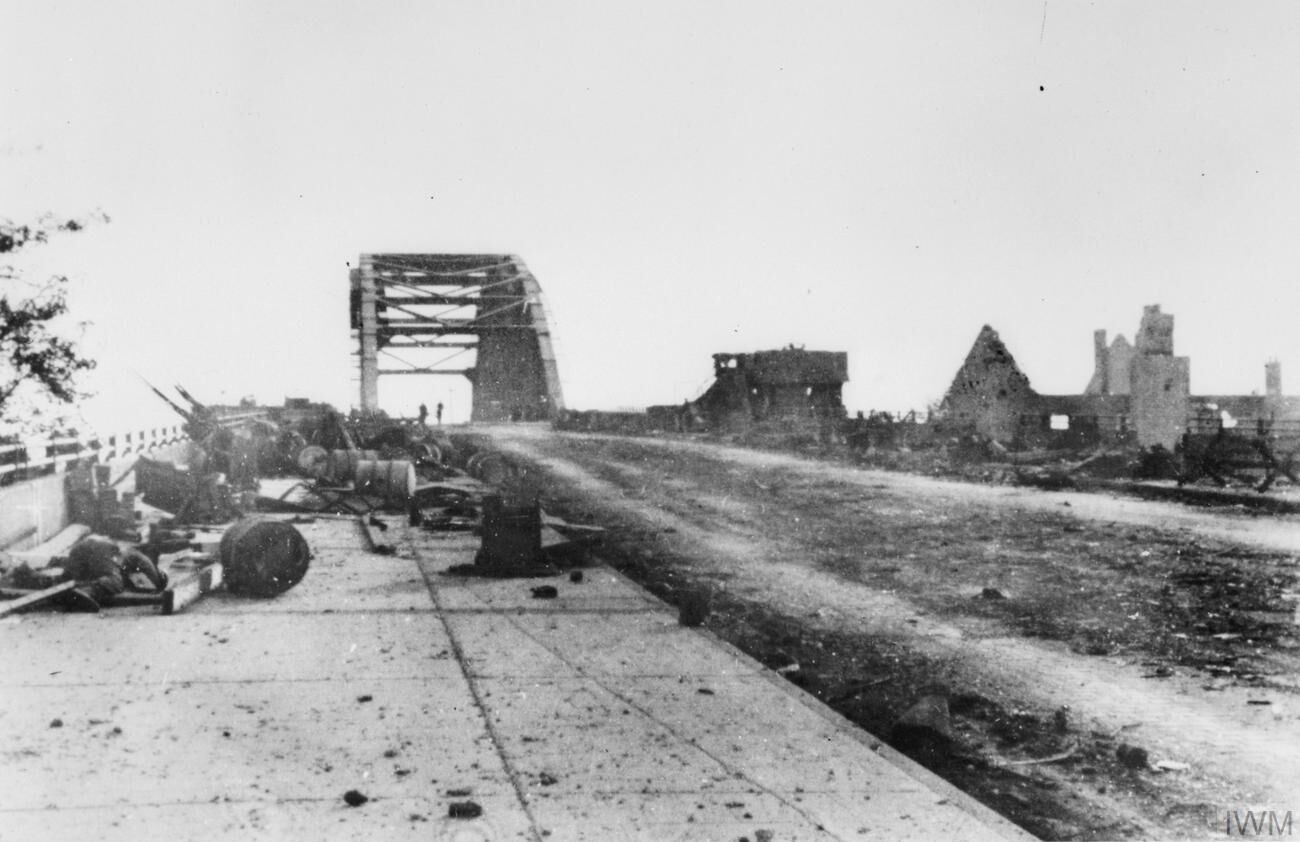
El puente en Arnhem que nunca pudo ser tomado

El lanzamiento de paracaidistas se inició el 17 de septiembre. Se calcula que unos veinte mil soldados saltaron sobre Holanda, siendo la operación aerotransportada más grande de la historia. Los paracaidistas estadounidenses capturaron rápidamente los puentes cercanos a Eindhoven y Nimega. Sin embargo, el XXX Cuerpo de Ejército, que debía brindar el apoyo blindado, encontró mucha más resistencia de la esperada para reunirse con los paracaidistas en Eindohven. En efecto, el mariscal alemán Walther Model había enviado una división Panzer SS a descansar a Nimega y otra a Arnhem. En aquel momento la I División Aerotransportada británica ya había sido lanzada sobre el pueblo, y después de encontrar seria resistencia, se aferraba a los puentes objetivo mientras esperaba la llegada de los carros de combate. Lo que esta fuerza anglo-polaca no sabía era que el avance del apoyo blindado se había detenido completamente a solo 16 km de distancia, debido a la presencia de las divisiones Panzer-SS. Sin apoyo blindado, y sin jeeps para moverse rápidamente, ya que muchos planeadores con equipos se habían estrellado, las fuerzas aliadas en Arnhem se retiraron del puente el 21 de septiembre. Finalmente, el 23 de septiembre, el XXX Cuerpo de Ejército llegó a la orilla occidental del bajo Rin y después de fracasar en su intento por cruzarlo, se ordenó a los soldados aliados en Arnhem que se retiraran. Para el 27 de septiembre la lucha había terminado y los puentes clave no habían sido tomados.
Si bien la propaganda aliada proclamó un éxito de 90 %, en el frente era claro que habían estado al borde de un desastre. Aunque las fuerzas estadounidenses no sufrieron muchas bajas, las fuerzas británicas sufrieron 77 % de bajas.
Las rápidas victorias en Francia habían dado a los Aliados Occidentales la impresión de que Alemania ya no tenía fuerzas para luchar. Lo que los Aliados no esperaban era que Hitler no solo estaba fortaleciendo las defensas de Alemania, sino que estaba preparando su propia ofensiva que acabaría con las esperanzas aliadas de terminar la guerra antes de Navidad.

### Batalla de las Ardenas

La ofensiva alemana se quedó corta respecto a sus objetivos.

Después de la decepción de la operación Market Garden, una fuerza canadiense se encargó de limpiar la zona alrededor de Amberes, con el objetivo de permitir la utilización de este puerto a toda su capacidad. Mientras en el oeste los Aliados luchaban en Lorena y Aquisgrán, en el oriente la operación Bagration acababa de terminar, y el Ejército Rojo avanzaba velozmente sobre Polonia hacia Alemania. Con los pozos petroleros de Rumania en llamas y con la Luftwaffe en el suelo, los tanques alemanes tenían poca movilidad.
Aunque los generales alemanes recomendaban a Hitler que se mantuviera a la defensiva en el frente occidental y mientras que «lanzara todo lo que tuviera» al frente oriental, este desoyó este consejo, asegurando que con una victoria inesperada sobre los Aliados Occidentales podría obligarlos a solicitar un armisticio por separado con Alemania, dejando sola a la Unión Soviética. Hitler ideó entonces un plan similar al de la batalla de Francia de 1940: la ofensiva alemana cruzaría las Ardenas, separando a los ejércitos británicos y estadounidenses y capturando Amberes. De esta manera cuatro ejércitos británicos quedarían aislados y las fuerzas estadounidenses tendrían graves problemas de suministros. Hitler jamás tomó en cuenta la superioridad aérea de sus enemigos, además consideraba al ejército estadounidense más débil que el británico por lo que decidió que el grueso de su ataque iría contra ellos.
El general Gerd von Rundstedt (7.º y 15.º ejércitos) estaría a cargo de la operación, mientras que el general Hasso von Manteuffel (V Ejército Panzer) y el general Sepp Dietrich (6.º Ejército SS Panzer) comandarían los dos ejércitos Panzer que llevarían el peso de la ofensiva. Además, el jefe de comandos SS Otto Skorzeny debía infiltrar varias decenas de soldados alemanes que hablaban inglés detrás de las líneas enemigas, con el objetivo de sembrar confusión en horas previas a la batalla.

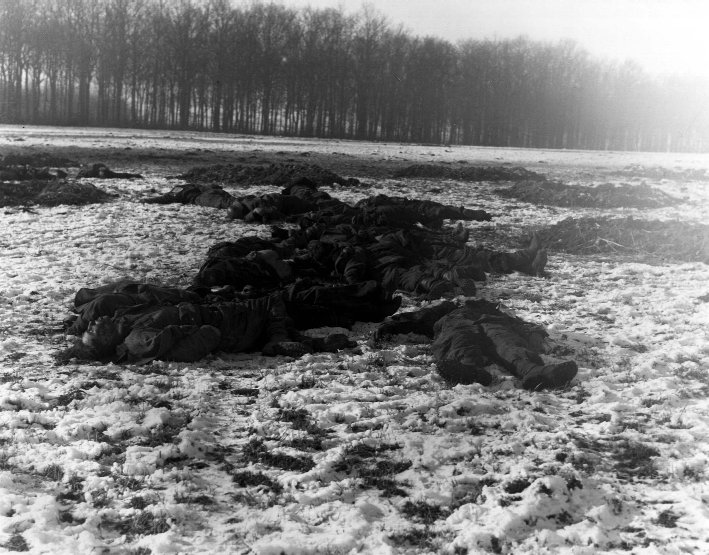
El fracaso alemán en las Ardenas significó el principio del desmoronamiento de la Wehrmacht en el frente occidental. En la foto soldados alemanes yacen muertos.

El 16 de diciembre de 1944, el V Ejército Panzer arrolló al I Ejército estadounidense que protegía las Ardenas, y la 101.ª División Aerotransportada quedó atrapada en Bastoña, resistiendo embate tras embate alemán. Mientras los ejércitos de Von Manteuffel y Dietrich se abrían paso, los ejércitos 7.º y 15.º únicamente cumplían su función de resguardar flancos, ya que habían sufrido varias bajas en campañas anteriores.
Para el 23 de diciembre los Aliados se habían recuperado de su sorpresa por la ofensiva alemana, y al mejorar el clima habían empezado a prestar mayor apoyo aéreo. En efecto, al día siguiente la ofensiva alemana se paró en seco, debido a que la superioridad aérea aliada empezó a causar estragos en las formaciones de tanques alemanes. Dos contraataques alemanes lanzados el 25 de diciembre, uno aéreo y otro blindado, poco pudieron hacer para hacer avanzar la ofensiva más allá del río Mosa.
Cuando fue obvio que los alemanes habían agotado sus fuerzas, Montgomery y Patton lanzaron ataques desde el norte y el sur respectivamente en la primera semana de enero de 1945 sobre el saliente creado por la ofensiva alemana. Las fuerzas alemanes se retiraron ordenadamente, aunque la falta de combustible motivó que abandonaran mucho equipo pesado. El 7 de enero Hitler permitió la retirada general, siendo claro el fracaso de su ofensiva.
El 15 de enero, las fuerzas de Montgomery y Patton convergieron cerrando el saliente (o bulto, de ahí el nombre de la batalla en inglés) creado en diciembre. Pocos alemanes fueron capturados, pero la Luftwaffe sufrió fuertes bajas, siendo neutralizada finalmente. En esta batalla muchos estadounidenses fueron capturados, además la prensa occidental se alarmó al conocerse la matanza de oficiales estadounidenses en Malmedy por parte de tropas SS algo hasta entonces inusual en el frente occidental. En total, los Aliados sufrieron ochenta y dos mil bajas, casi todas estadounidenses, por su parte, Alemania tuvo casi ochenta y cinco mil bajas.

## Invasión de Alemania

### Cruce del Rin

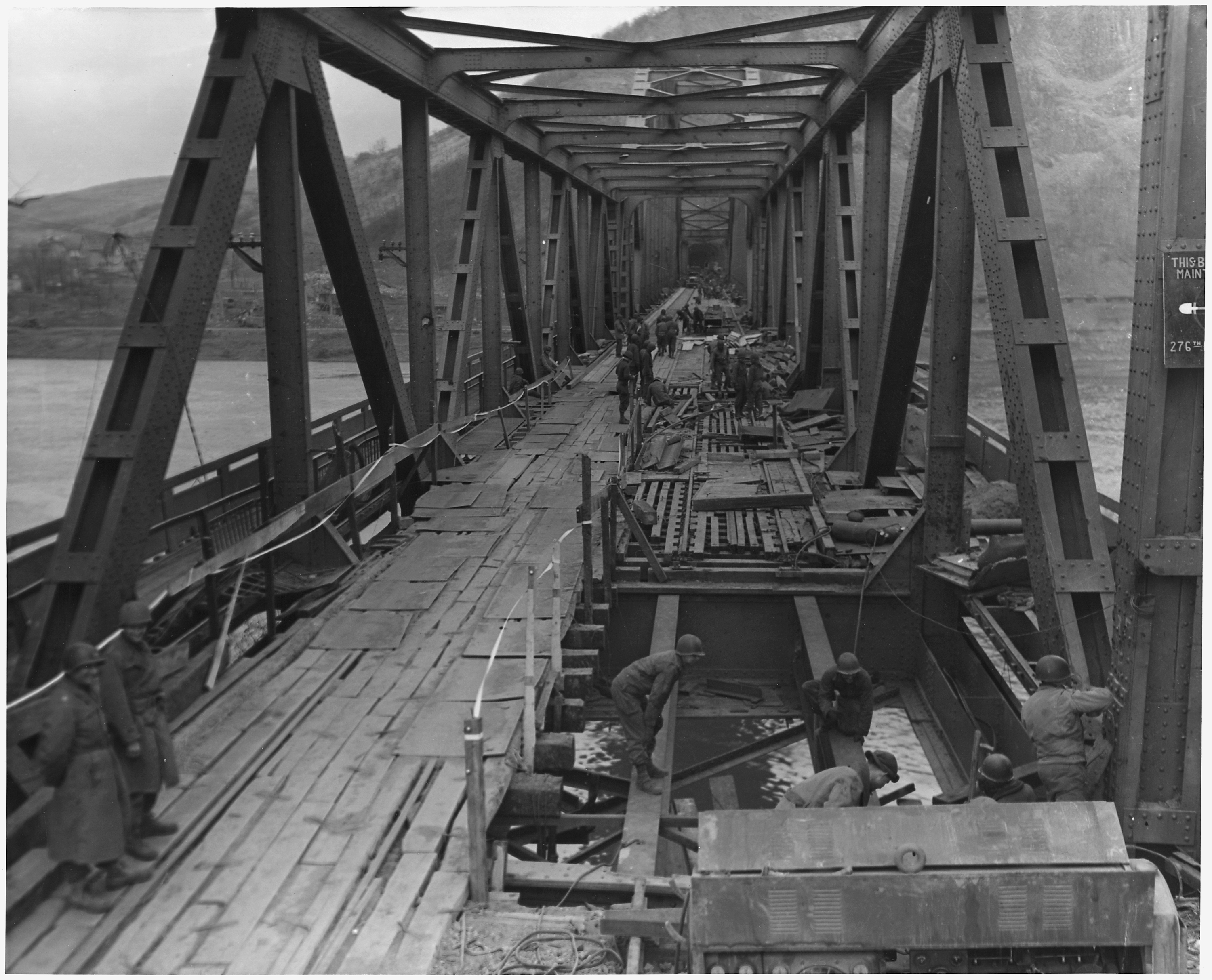
Reparaciones en el puente de Remagen, que accidentalmente se desplomó matando a una docena de ingenieros.

Tal como los generales alemanes habían predicho, se habían invertido importantes recursos en la operación «Guardia del Rin» (batalla de las Ardenas) y no se había obtenido ningún resultado. En este momento, dos ríos protegían a Alemania de la derrota final: el Rin en el oeste y el Oder en el este.
Al fracasar el audaz plan de Montgomery, Eisenhower tuvo que plantearse de nuevo el camino para invadir Alemania. Mientras que los británicos presionaban para realizar el cruce frente a las posiciones que ocupaban sus ejércitos, los estadounidenses presionaban para hacerlo frente a sus propias posiciones. Eisenhower decidió realizar los dos planes, permitiendo que Montgomery ejecutara la operación Veritable con el 21.er Grupo de Ejércitos, que colocaría sus fuerzas en el lugar adecuado para cruzar el Rin frente a Wessel. Al sur, el general Omar Bradley haría lo mismo entre Coblenza y Colonia con el XII Grupo de Ejércitos. El Tercer Ejército de Patton se dirigiría al sur, entre Maguncia y Mannheim para enlazar con las tropas estadounidenses que vendrían desde el sur de Francia. Una vez Montgomery hubiera iniciado el cruce del Rin, Bradley tendría luz verde para hacerlo también.
Frente a Montgomery se encontraba el Grupo de Ejércitos B de Model. Siendo una fuerza relativamente pequeña, Montgomery pensó en rodearla, por lo que pidió prestado el IX Ejército a los estadounidenses (operación Grenade). De esta manera, mientras las fuerzas de Bradley cruzaban río arriba, Montgomery lo haría río abajo, rodeando el valle del Ruhr donde se encontraba Model.
El 8 de febrero se ejecutó Veritable, sin embargo, la fuerte resistencia alemana retrasó el avance de las fuerzas de Montgomery. Peor aún, los alemanes destruyeron las presas del valle del Ruhr, inundándolo, lo que evitó que se ejecutara Grenade hasta dos semanas después. Mientras tanto, las fuerzas de Montgomery se enfrentaron a las de Model solas, hasta el 23 de febrero, cuando el IX Ejército de William H. Simpson cruza, enlazando con las fuerzas de Plunder dos semanas después.
Mientras tanto, Bradley al sur, tomó Colonia el 6 de marzo y luego Bonn. Un comando del Primer Ejército estadounidense se acercó a Remagen para contener a las fuerzas alemanas mientras el Tercer Ejército que venía del sur enlazaba con ellos. Para su sorpresa, este comando encontró un puente sobre el Rin intacto, que inmediatamente fue tomado. Este fue el primer paso que los Aliados consiguieron, y si bien permitió el paso de material y soldados a la otra orilla, se desplomó el 17 de marzo, ya que había sido dañado durante su captura, aunque los Aliados ya habían construido pontones y puesto en funcionamiento un transbordador.
Lo que se vio después fue una lucha entre los generales aliados por ver quien avanzaba más allá del Rin. Para el 28 de marzo, Montgomery poseía una cabeza de puente firme y, como se había discutido antes, empezó a preparar la toma de Berlín. Para su sorpresa, Eisenhower cambió de plan al último minuto, y ordenó que los ejércitos de Bradley se movieran hacia Dresde, con la finalidad de dividir Alemania en dos. Montgomery por su parte, debería cortar el paso a Dinamarca al Ejército Rojo. Una fuerza menor se dirigiría a Austria, donde corrían los rumores de que los fanáticos nazis estaban atrincherándose en una serie de inexpugnables fortalezas en los Alpes.

### Avance por Alemania

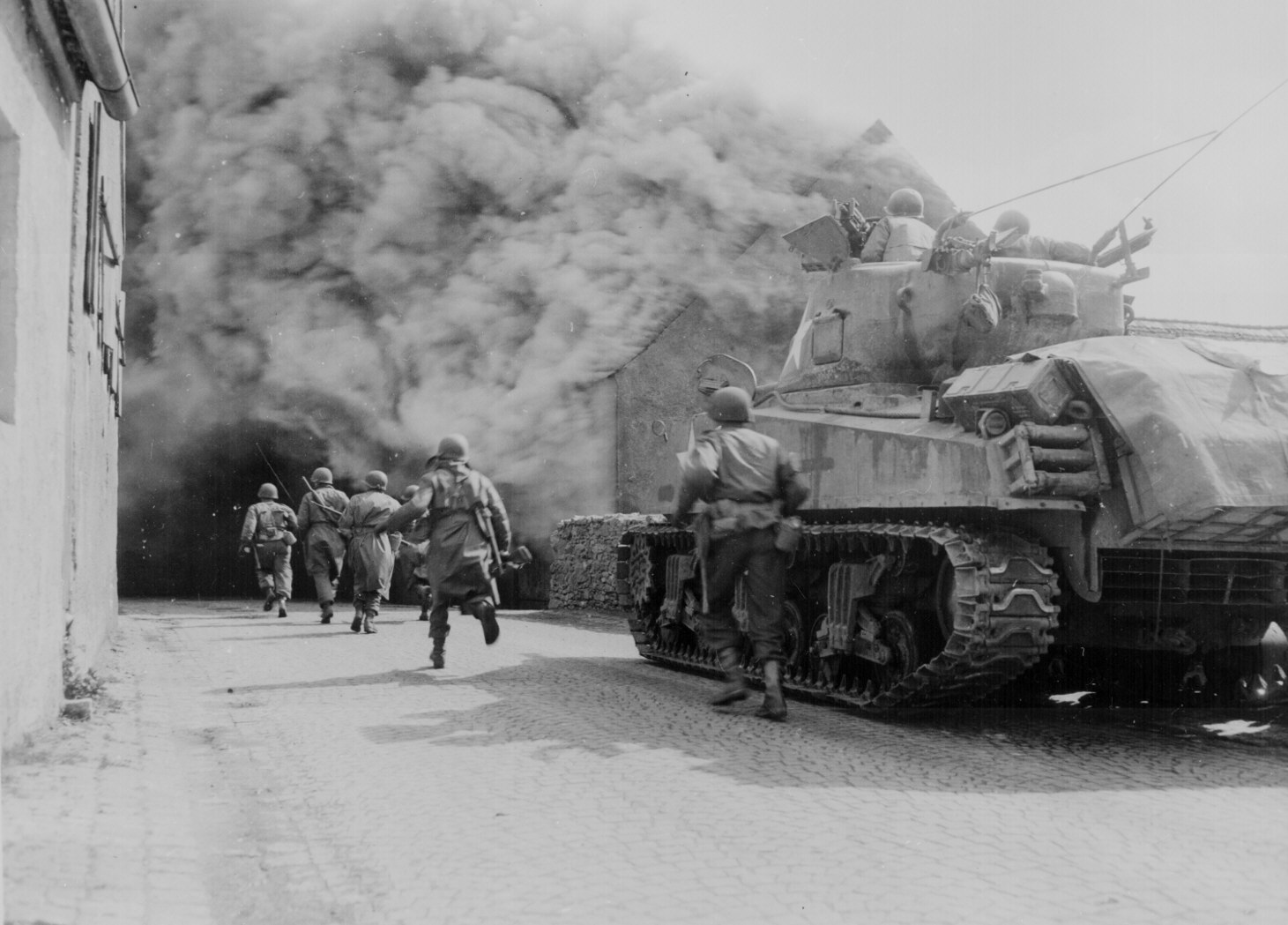
Soldados de Estados Unidos avanzando por Alemania.

Como habían predicho los generales de Hitler, después de Veritable, las fuerzas aliadas rodearon al Grupo de Ejércitos B alemán de Walther Model, que había quedado aislado en la bolsa del Ruhr. Después de resistir hasta mediados de abril, la bolsa fue dividida en dos por los Aliados, siendo capturada una mitad rápidamente. Al caer las peticiones de Model en oídos sordos en Berlín, este decidió dar libertad de conciencia a sus soldados, permitiendo que aquel que quisiera entregarse lo hiciera, mientras que aquel que quisiera seguir luchando podría hacerlo. Model se suicidó cerca de Duisburgo poco después, alegando que un Mariscal de Campo alemán no podía rendirse, si bien algunos historiadores aseguran que tenía miedo de ser juzgado y ejecutado. De los cuatrocientos treinta mil soldados atrapados, unos trescientos veinticinco mil fueron capturados con vida.
Para mayo de 1945 toda defensa organizada había desaparecido debido a las rendiciones masivas, y la Wehrmacht había procedido a reclutar niños y ancianos en los batallones Volkssturm, que no lograron un cambio significativo.
El 11 de abril fue liberado el campo de concentración de Buchenwald, y luego, el 29 de abril, el campo de concentración de Dachau. Los generales aliados ya había sido alertados respecto a la naturaleza de estos campos, en parte por la información que habían dado 16 supervivientes del campo de concentración de Struthof-Natzweiler en la frontera francesa con Alemania, liberado el 23 de noviembre del año anterior.
El 24 de abril, las fuerzas estadounidenses hicieron el primer contacto con las fuerzas soviéticas en Torgau, sobre el Elba. El 5 de mayo los Aliados entraron en Austria. Habiendo caído todas las ciudades importantes alemanas, excepto Berlín, los Aliados se preocuparon por ocupar todos los rincones de Alemania posibles, dejando la capital del Reich a los soviéticos.
El 30 de abril de 1945 Hitler se suicidó en su búnker en la Cancillería del Reich. El 4 de mayo, las fuerzas alemanas en Holanda, Dinamarca y el norte de Alemania se rindieron a Montgomery. El 7 de mayo a las 02:40 hora local Alemania se rindió incondicionalmente a todos los Aliados.

## Consecuencias

### Destino de los países en el frente occidental

Zonas de ocupación de la Alemania de la posguerra.

Siguiendo los acuerdos obtenidos en la Conferencia de Yalta y definidos en la Conferencia de Potsdam, Alemania sería administrada por las tres grandes potencias aliadas más Francia. De esta manera, las regiones de Lorena y Alsacia fueron devueltas a Francia, este país a su vez ocupó la región del Sarre, reserva de carbón de Alemania. En 1954, el Sarre fue declarado zona libre europea, pero tres años después, en un plebiscito los habitantes del Sarre se declararon alemanes de nuevo. Noruega y Dinamarca fueron desocupadas por los alemanes, aunque una provincia sureña danesa se unió a Alemania de nuevo en un referendo. En total Alemania perdió una cuarta parte de su territorio antes de que empezasen las anexiones de Hitler.
Alemania es dividida en cuatro zonas de ocupación, si bien existió dudas acerca de darle una zona a Francia, considerando el poco importante papel de este país en la mayor parte de la guerra. Posteriormente, ante la sospechosa insistencia de Stalin de unificar Alemania, en 1949, Reino Unido, Francia y Estados Unidos unen sus zonas de ocupación bajo el nombre de Alemania Occidental, la fracción ocupada por la Unión Soviética se convierte en Alemania Oriental. Alemania unificada recuperaría su independencia en 1990.
Austria también es dividida en cuatro zonas de ocupación, pero este país recupera su independencia poco después.
Holanda y Bélgica recuperan sus regímenes democráticos, y la monarquía constitucional fue reinstituida en ambos países. Sin embargo, el rey Leopoldo III no pudo regresar a su país, ya que además de ser un conocido antisemita, había intentado seguir gobernando a pesar de que Bélgica había perdido su independencia. Su hijo fue elegido para reemplazarlo bajo el nombre de Balduino I.
Dinamarca y Noruega también recobraron su independencia y la monarquía continuó en cada país. El 8 de mayo, los gobernantes alemanes de Noruega, Josef Terboven y el General Wilhelm Rediess, se suicidaron al enterarse de la rendición alemana, ya que conocían que serían juzgados. El gobernante noruego nominal, Vidkun Quisling, fue juzgado y ejecutado en octubre junto con otros colaboracionistas.
Charles de Gaulle restauró la Tercera República en Francia, pero renunció poco después debido a la fuerte oposición de elementos comunistas en su gobierno. Después de un período de transición, se crea una nueva Constitución y nace la Cuarta República Francesa. Los Gobiernos de la IV República se caracterizan por su inestabilidad y una por una, las colonias francesas se van independizando. Francia pierde definitivamente su condición de potencia mundial.
Gran Bretaña pierde protagonismo político en favor de Estados Unidos. Winston Churchill fue derrotado por el Partido Laborista en las elecciones de ese año y fue reemplazado por Clement Attlee como primer ministro. La Gran India se independizó poco después, este país rápidamente se desintegró para convertirse en lo que hoy es Bangladés, Burma (Birmania), India, Pakistán y Sri Lanka. La Mancomunidad Británica de Naciones posteriormente se autodenominó Mancomunidad de Naciones y se desligó de todo vínculo de carácter dependiente de la política británica, de esta manera, en una futura guerra, Gran Bretaña no podría contar con los ejércitos de Australia, India o Canadá, por nombrar unos. Las colonias británicas en Medio Oriente y África también se fueron independizando, acabando el sistema colonial tal como se había conocido hasta entonces, ya que Holanda, Francia y el Reino Unido perdieron control político de muchas de sus colonias.
Estados Unidos sale de la guerra como una potencia mundial de primer orden, con un moderno ejército relativamente intacto, ya que al compararse con el Ejército Rojo, las bajas habían sido menores. Por otro lado, el territorio continental de Estados Unidos jamás enfrentó una amenaza real contra su integridad. Estados Unidos ganó control en Europa Occidental y las Américas, formando el bloque occidental en la futura guerra fría. Después de la derrota de Japón en agosto de 1945, también ganaría control en el Pacífico.
Después de la guerra, varios líderes militares o nazis de las fuerzas del Eje fueron arrestados, siendo procesados en una serie de juicios. Los más famosos de estos fueron los llamados Juicios de Núremberg, debido a la importancia política de los juzgados. En total, pocos alemanes fueron ejecutados a través de estos juicios, si bien muchos fueron encarcelados, la mayoría saldría libre antes de la década de los 70. Ningún oficial aliado de importancia fue juzgado por algún crimen de guerra.